# Майунга, Сирьяк
Сирьяк Майунга Нголу (фр. Cyriaque Mayounga Ngolou; 4 октября 2000) — центральноафриканский футболист, защитник. Провёл два матча за сборную Центральноафриканской Республики.

## Клубная карьера
Уроженец Лиона, Сирьяк Майунга является воспитанником футбольной академии клуба «Олимпик Лион». 8 сентября 2018 года дебютировал в резервной команде «Лиона» матче лиги Насьональ 2 против клуба «Марсель Эндум». В 2018 году в составе молодёжной команды «Лиона» провёл шесть матчей в рамках Юношеской лиги УЕФА.

## Карьера в сборной
14 ноября 2017 года 17-летний Майунга стал самым юным игроком в истории сборной Центральноафриканской Республики, выйдя на поле в матче против сборной Алжира.